# Comal (naczynie)

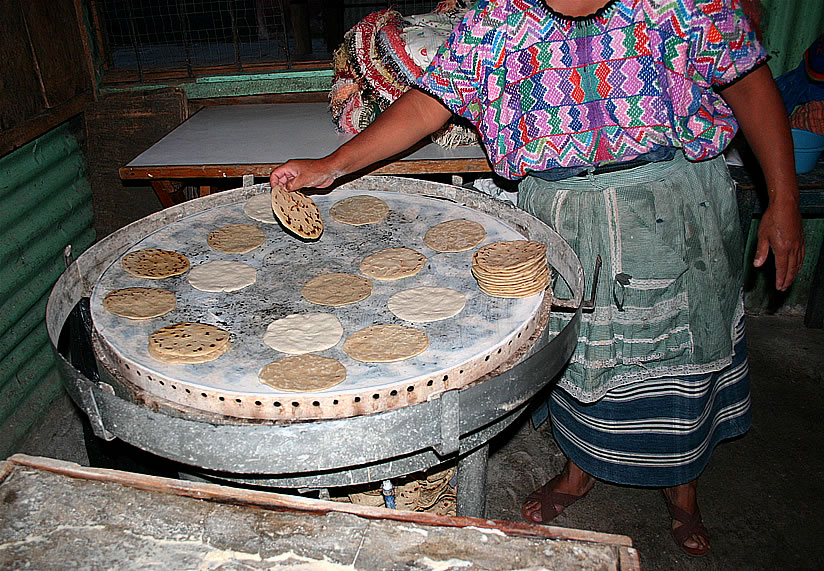
Tortille na comalu

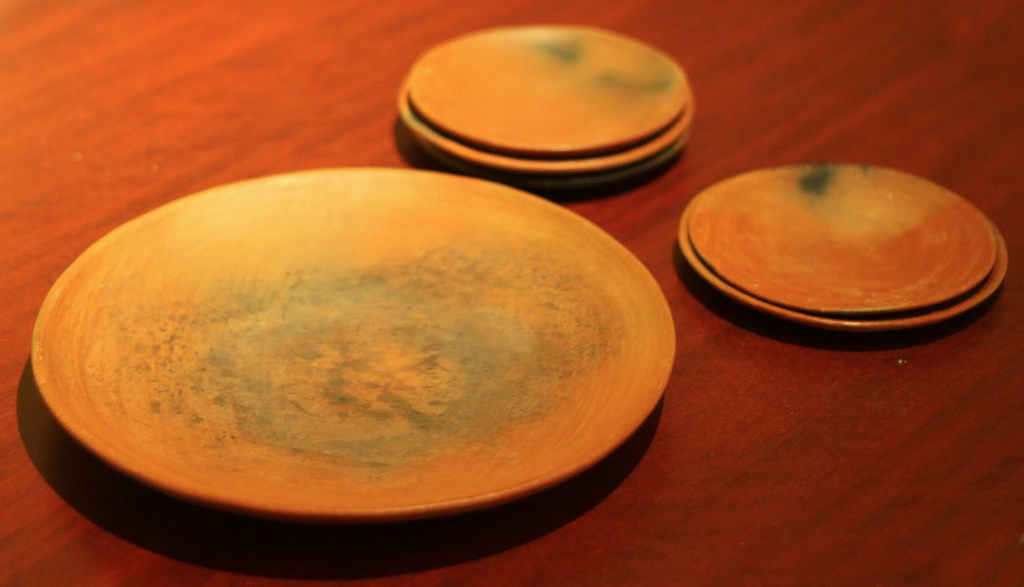
Comale gliniane

Comal (z nahuatl comalli) – wywodzące się jeszcze z czasów prekolumbijskich tradycyjne naczynie meksykańskie, przypominające wklęsłą patelnię, służące do pieczenia tortilli. Dawniej wyrabiano je z gliny, obecnie spotyka się również metalowe.